# コナミゲームコレクション
『コナミゲームコレクション』（英: KONAMI GAME COLLECTION）は、1988年から1989年にかけてコナミ（現・コナミデジタルエンタテインメント）が発売したMSX用のオムニバスソフトのシリーズ。
本シリーズでは一部の新作を除き、過去に発売されたコナミのMSX用ソフトを1本のソフトにまとめて収録している。収録タイトルは、同社のMSX用ゲームソフト『スナッチャー』に同梱されたSCCカートリッジに新たに対応しており、SCC音源でゲームを遊ぶことができる。

## 収録作品

### コナミゲームコレクション Vol.1 アクションシリーズ
1988年11月16日発売。本作に限りディスク2枚組となっている。『王家の谷』はROMカートリッジ版から面数が増加しており、エディット機能が新たに追加されている。
- 魔城伝説
- イー・アル・カンフー
- けっきょく南極大冒険
- イーガー皇帝の逆襲
- 王家の谷 (ディスク版)

### コナミゲームコレクション Vol.2 スポーツシリーズ
1988年11月16日発売。
- コナミのボクシング
- コナミのテニス
- ビデオ・ハスラー（英語版）
- ハイパー・オリンピック1
- ハイパー・スポーツ2

### コナミゲームコレクション Vol.3 シューティングシリーズ
1989年1月27日発売。
- ツインビー
- スーパーコブラ
- スカイジャガー
- タイムパイロット
- ネメシス (海外版・グラディウス)

### コナミゲームコレクション Vol.4 スポーツシリーズ2
1988年12月15日発売。
- コナミのサッカー
- コナミのピンポン
- コナミのゴルフ
- ハイパー・オリンピック2
- ハイパー・スポーツ3

### コナミゲームコレクション 番外編
1989年2月22日発売。本作のみMSX2以降に対応となっており、4本の新作が収録されている。
レトロゲーム
- ピポルス
- ハイパーラリー
- ロードファイター

一発ゲーム (おまけ)
- つるりん君
- はいぱーそーめん

パーティーゲーム (おまけ)
- タイトルあわせ
- アゴボード